# Братство африканеров
Бру́дербонд (африк. Afrikaner Broederbond, AB), дословно Союз братьев-африканеров или Братство африканеров, с 1993 года также Afrikanerbond — южноафриканское тайное (с 1918 по 1993), затем открытое сообщество африканерских политических активистов. В период апартеида являлось закрытым центром принятия политических решений. Объединяло ведущих представителей государственного аппарата, правящей Национальной партии, протестантской церковной иерархии и силовых структур ЮАР. После отмены апартеида — неправительственная организация африканерской общины ЮАР.

## Создание и цели
Организация была основана 5 июня 1918 года в пригороде Йоханнесбурга. Инициаторами выступили четверо молодых представителей африканерской интеллигенции и предпринимательства — Хеннинг Йоханнес Клоппер, Хендрик Виллем ван дер Мерве, Даниэль дю Плесси, Джошуа Франсуа Науде. Первоначально организация была названа Молодая Южная Африка (африк. Jong Zuid Afrika). В 1920 году было принято название Союз братьев-африканеров (африк. Afrikaner Broederbond). Первым председателем стал Хеннинг Клоппер, секретарём — Даниэль дю Плесси. Клоппер и дю Плесси были сотрудниками железнодорожной компании, ван дер Мерве — коммерсантом, Науде — юристом и депутатом городского совета Питерсбурга.
Задачей объединения была названа защита африканерской культуры от британского влияния и господства, а также повышение экономического благосостояния африканерской общины. Идеологией организации стал христианский социализм. Формально организация не носила политического характера. Однако перспективной целью ставилась ликвидация британского колониального правления и установление Baasskap, верховенства африканеров в Южной Африке. Фактически речь шла о реванше за поражение в англо-бурской войне. Добиться этого предполагалось через завоевание экономического доминирования и проникновения в органы политической власти.

## Закрытая структура
Деятельность Брудербонда вызывала большую настороженность и негативную реакцию властей. В 1921 году Брудербонд перешёл на нелегальное положение. Критерии отбора и условия приёма были весьма жёсткими.
Допускались исключительно белые мужчины-африканеры кальвинистского вероисповедания, прихожане Голландской реформатской церкви, уроженцы Южной Африки, имеющие самостоятельный доход и говорящие на африкаанс. Во всех этих пунктах подчёркивалось противопоставление англоязычным британцам-англиканам. Проблемы отношений с чернокожими тогда не считались первостепенными, а наличие цветных рассматривалось как следствие британской миграционной политики.
Организационная структура Брудербонда строилась по типу подпольных групп, масонских лож и мафии. Действовали ячейки численностью от 5 до 20 человек. От вновь вступающих требовались рекомендации двух действующих членов Братства, обязательства взаимной верности, повиновения руководству и соблюдения конспирации.
Ячейки связывались территориально и периодически проводили региональные собрания. Каждые два года собирался Национальный конгресс Брудербонда, избиравший председателя и Исполнительный совет в составе 10 человек.

## Центр африканерского национализма
«Братья-африканеры» активно пропагандировали традиционные бурские ценности и идеи африканерского национализма. Важное место занимал культ событий XIX века — Великого трека, Битвы на Кровавой реке, англо-бурской войны. Идеализировались бурские республики и традиционный общественный уклад. Резко критиковались колониальные порядки, бюрократизм британской администрации. Эта пропаганда находила отклик в среде африканерских фермеров, городских служащих и местных предпринимателей.
Большие надежды Брудербонд связывал с правительством африканера Джеймса Герцога (участника англо-бурской войны со стороны Оранжевой республики), пришедшим к власти в 1924 году. Однако с 1927 стало очевидным, что Герцог не намерен менять статус Южной Африки как доминиона Великобритании и не восстановит бурскую республиканскую государственность. Но при его правительстве были созданы условия для расширения общественного и экономического влияния Брудербонда. Под влиянием Братства была создана федерация культурных организация африкаанс, объединение африканерских коммерческих структур и несколько банков. К Брудербонду примыкали влиятельные африканерские учёные, профессора, деятели науки и культуры.
В 1934 году Национальная партия Джеймса Герцога объединилась с более умеренной Южноафриканской партией Яна Смэтса. Это вызвало возмущение радикально настроенных африканеров, лидером которых был Даниэль Франсуа Малан. Последовательные африканерские националисты консолидировались вокруг Малана, который состоял в Брудербонде (председателями организации во второй половине 1930-х были Йоханнес ван Руй Николаас Дидерихс).
В годы Второй мировой войны Брудербонд поддерживал государства гитлеровской Оси. Это создало Братству африканеров устойчивый имидж фашистской организации. Эта характеристика во многом была справедлива в отношении активистов Оссевабрандваг. Однако многие лидеры и члены Брудербонда исповедовали традиционные консервативные взгляды и не были приверженцами нацизма и фашизма. Но они симпатизировали гитлеровскому Рейху как антибританской силе и связывали с его успехами перспективу независимости Южной Африки от Британской империи.

## Братство у власти: режим апартеида
На выборах 1948 года победу одержала Национальная партия. Правительство ЮАС возглавил Даниэль Франсуа Малан. В белой общине было сломлено преобладание англоязычной элиты, установилось доминирование африканеров. В отношении чернокожего большинства начала проводиться политика апартеида. Брудербонд фактически пришёл к власти.
Тем не менее, и в новых условиях Братство африканеров сохранило характер тайной организации. Брудербонд сделался своего рода «мозговым центром» правящего режима. Правительственные решения задолго до публичного объявления кулуарно обсуждались на заседаниях Братства. Все премьер-министры и президенты ЮАС-ЮАР в период с 1948 по 1994 — Даниэль Франсуа Малан, Чарльз Сварт, Йоханнес Стрейдом, Теофилус Дёнгес, Хендрик Фервурд, Джошуа Науде, Якобус Фуше, Балтазар Форстер, Йоханнес де Клерк, Николаас Дидерихс, Маре Фильюн, Питер Бота, Фредерик де Клерк — являлись членами Брудербонда.

В этих стенах нудно проповедовал африканерские идеи доктор Малан. Много лет здесь звучал зловещий голос Фервурда. Теперь на трибуне Балтазар Йоханнес Форстер.

Аркадий Бутлицкий, «Клеймо Брудербонда».

В организации состояли также большинство членов правительства, иерархи Голландской реформатской церкви ЮАР, учёные и идеологи африканерского национализма, высшие чины армии, полиции и спецслужб. В частности, влиятельным членом Брудербонда был директор Бюро государственной безопасности Хендрик ван ден Берг и командующий вооружёнными силами ЮАР Констанд Фильюн.
В то же время действующие руководители государства формально не являлись председателями Брудербонда. Этот пост обычно занимали представители профессуры, журналистики, околоцерковных кругов.
С Брудербондом связывалась идеология и практика апартеида, в том числе расистская и репрессивная политика. В СССР режим апартеида ЮАР рассматривался как «самый реакционный на планете», а ЮАР — как «единственное государство, которым правят прямые союзники Гитлера» (намёк на участие некоторых лидеров Брудербонда в Оссевабрандваг).
О существовании тайного Братства африканеров было известно и в ЮАР, и в мире в целом. Однако детальное исследование было опубликовано только в 1978 году. Айвор Уилкинс и Ханс Стрейдом издали книгу The Super-Afrikaners: Inside the Afrikaner Broederbond — Супер-Африканеры: Брудербонд изнутри. Впервые достоверные имена влиятельных членов организации стали достоянием гласности. Председателем Брудербонда в то время являлся профессор-литературовед Герт Фильюн, глава администрации Юго-Западной Африки, впоследствии министр образования и министр конституционного развития в правительствах Питера Боты и Фредерика де Клерка. По данным авторов, организация насчитывала около 17 тысяч членов.

## Период реформ
Несмотря на тесное переплетение, отношения Брудербонда с правительствами Национальной партии не были беспроблемными. Власти часто исходили из соображений государственного прагматизма, тогда как Братство придерживалось жёстких идеологических позиций. С другой стороны, рычаги Брудербонда использовались премьером Форстером для подавления либеральных тенденций в белой общине.
Наибольшие сложности отмечались при правлении Питера Боты. Между премьером-реформатором Ботой и ультраконсервативным председателем Брудербонда профессором-теологом Карлом Бошоффом возникали острые противоречия. В 1982 ультраправые активисты Братства поддержали создание оппозиционной Боте Консервативной партии, которую возглавил бывший председатель Брудербонда Андрис Треурнихт. Отношение нормализовались с 1983, когда Бошоффа сменил более компромиссный председатель, ректор одного из йоханнесбургских университетов Питер де Ланге.
Последней крупной инициативой Брудербонда стал изданный в 1986 году концептуальный документ Базовые политические условия дальнейшего выживания африканеров. В тексте отразились реформистские подходы де Ланге, многое предвидевшего в дальнейшем развитии ЮАР. Сторонником реформ был и генерал Констанд Фильюн. Авторы концепции предлагали организовать политический диалог с АНК, допустить в правительство представителей негритянского большинства и даже считали возможным пребывание негра на президентском посту.
Задачей африканерской политики виделось уже не сохранение апартеида, а предотвращение коммунизации и советизации Южной Африки (по типу ангольского режима МПЛА). На общей платформе антикоммунизма считалось целесообразным сближение с правыми организациями чернокожих африканцев, прежде всего зулусской партией Инката Мангосуту Бутелези.
В 1989 году положения брудербондовского документа 1986 были использованы в программной Концепции политического диалога, предложенной президентом де Клерком. На этой основе велись межрасовые переговоры, приведшие к демонтажу апартеида.

## В современной Южной Африке
Крупномасштабные реформы начала 1990-х годов изменили характер Брудербонда. В 1993 году Братство африканеров объявило себя открытой организацией и начало публичную деятельность. Членство было разрешено женщинам и представителям всех расово-этнических групп. В обиход вошло новое название Afrikanerbond — Союз африканеров.
Организация официально признала принципы демократии. Условиями членства остались «служение Южной Африке», владение языком африкаанс и отстаивание «культурной самобытности говорящих на африкаанс». Новым председателем организации стал африканерский активист Том де Беер.
Влияние организации заметно снизилось:

Раньше мы могли позвонить по телефону, и на другом конце тут же оказывался член правительства. Теперь мы даже не знаем их имён. К этому труднее всего привыкнуть.

Том де Беер, 1996 год.

Тем не менее, ещё в конце 1990-х годов в Союзе африканеров состояли до 14 тысяч человек, в том числе около двухсот «цветных». Том де Беер заявлял, что организация может выступать посредником между правительством АНК и африканерской общиной. Однако в основном деятельность организации сводится к культивированию культурных традиций африканеров.